# Drunken Master
Drunken Master (Jui kuen) is een Hongkongse martialartsfilm uit 1978 geregisseerd door Yuen Woo-ping, en met in de hoofdrol Jackie Chan. De film is een vroeg voorbeeld van de komische kungfu stijl waar Jackie Chan beroemd mee werd. 

## Verhaal
De jonge Wong Fei-hung (Jackie Chan) gaat in de leer bij een kungfu meester om de geheimen van de Drunken Fist te leren. De kungfu meester blijkt echter nogal onconventionele methodes te hebben, waardoor Fei-hung het regelmatig niet meer ziet zitten. Uiteindelijk moet hij toch doorzetten om op te kunnen tegen een beruchte kungfu moordenaar. 

## Rolverdeling
| Acteur                        | Personage                    |
| ----------------------------- | ---------------------------- |
| Jackie Chan                   | Wong Fei-hung / Freddy Wong  |
| Yuen Siu-tien (of Simon Yuen) | Beggar Chi Su-hua / Sam Seed |
| Hwang Jang-lee                | Thunderleg / Thunderfoot     |
| Lam Kau                       | Wong Kei-ying / Robert Wong  |
| Fung Ging-man                 | Mr Li                        |
| Hsu Hsia                      | King of Bamboo               |
| Linda Lin Ying                | Freddie Wong's aunt          |
| Dean Shek                     | Professor Kai-hsien          |
| Yuen Shun-yi                  | Chen Ko-wai / Charlie Wei    |
| Tong Jing                     | Wong Fei-hung's cousin       |
| Tino Wong                     | Jerry Li                     |